# ヘス対インディアナ州事件
ヘス対インディアナ州事件（Hess v. Indiana）414 U.S. 105 (1973)は、ブランデンバーグ対オハイオ州事件（1969年）で最初に言及された差し迫った違法行為の基準を追認し、明確にしたアメリカ合衆国憲法修正第1条を扱う合衆国最高裁判所の判決。この判例は、将来の違法行為を主張する表現を保護するために、依然として裁判所によって引用されている 。

## 背景
この事件は、インディアナ大学ブルーミントン校のキャンパスでの反戦抗議に関するものである。この時、100人から150人の抗議者が通りにいた。その後、保安官は抗議者を街から一掃した。保安官が群衆のメンバーの一人であるグレゴリー・ヘスの近くを通過した時、ヘスは「後で馬鹿げた通りに行く」または「また馬鹿げた通りに行く」と言った。ヘスはインディアナ州の無秩序行為法で起訴され、裁判所で有罪判決を受けた。

## 判決
合衆国最高裁はヘスの有罪判決を覆した。なぜなら、ヘスの発言は最悪の場合でも「将来のある時点での違法行為の表明にすぎない」からである。対照的に、最高裁はブランデンバーグ判決の「差し迫った違法行為」基準における「差し迫った」という文言を強調した。証拠は、ヘスの発言が「差し迫った障害」を発生させることを示していなかったため、州はヘスの発言を罰することが出来ないとされた。